# 413P/Larson

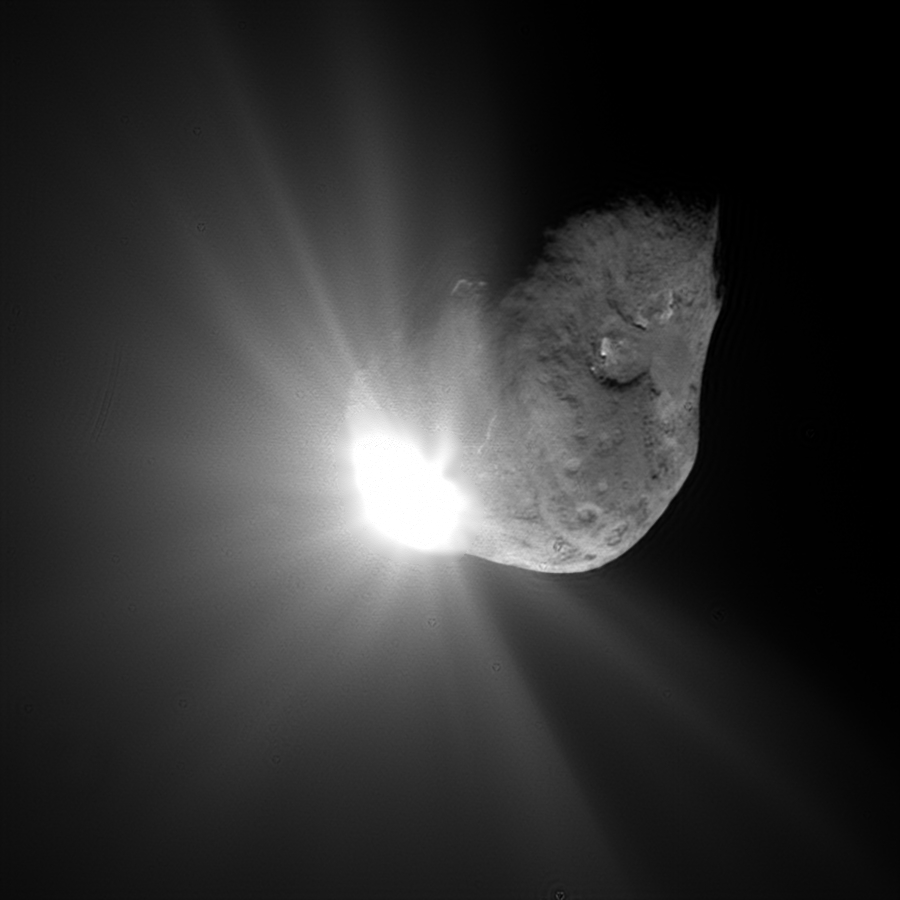
un esempio di cometa

413P/Larson è una cometa periodica appartenente alla famiglia delle comete gioviane; la cometa è stata scoperta il 10 marzo 2014, la sua riscoperta il 25 novembre 2020 ha permesso di numerarla.